# Завади (Ломжинський повіт)
Завади (пол. Zawady) — село в Польщі, у гміні Ломжа Ломжинського повіту Підляського воєводства.
Населення — 183 особи (2011).
У 1975—1998 роках село належало до Ломжинського воєводства.

## Демографія
Демографічна структура станом на 31 березня 2011 року:
|          | Загалом | Допрацездатний вік | Працездатний вік | Постпрацездатний вік |
| -------- | ------- | ------------------ | ---------------- | -------------------- |
| Чоловіки | 92      | 20                 | 62               | 10                   |
| Жінки    | 91      | 20                 | 54               | 17                   |
| Разом    | 183     | 40                 | 116              | 27                   |